# Nati nel 1923/Senza giorno specificato
| Questa pagina contiene informazioni ricavate automaticamente dalle voci biografiche con l'ausilio del template Bio e di un bot. L'aggiornamento è periodico e automatico e ricostruisce completamente la pagina. Se manca una persona in questa lista, sei pregato di non aggiungerla, ma accertati piuttosto che la sua voce biografica contenga il template Bio e che i dati anagrafici siano correttamente compilati. Se il template Bio manca, inseriscilo tu stesso o, in alternativa, metti l'avviso {{tmp\|Bio}} che ne segnala la mancanza. Se i dati riportati sono sbagliati, correggi direttamente la voce biografica; le modifiche saranno visibili in questa lista entro pochi giorni. Per chiarimenti vedi il progetto biografie. La lista contiene solo le 79 persone che sono citate nell'enciclopedia e per le quali è stato implementato correttamente il template Bio. Pagina aggiornata al 10 ago 2025. |

- Guillermo Ahrens, cestista peruviano († 2017)
- Guillermo Airaldi, cestista peruviano († 1955)
- Larbi Ben M'hidi, rivoluzionario algerino († 1957)
- Gino Borgiani, politico italiano († 1992)
- Francesco Branciforti, filologo italiano († 2007)
- John McIntosh Bruce, scrittore e aviatore britannico († 2002)
- Nae Bădulescu, cestista e pallamanista rumeno
- Vittorio Camarrone, botanico italiano
- Francesco Carbone, antropologo, critico d'arte e pittore italiano († 1999)
- Luigi Chiereghin, politico italiano († 1981)
- Luigi Cipriani, politico italiano († 1982)
- Ermanno Comuzio, giornalista, saggista e critico cinematografico italiano († 2012)
- Ettore Cordiano, ingegnere italiano († 1998)
- Antonio Corriga, pittore italiano († 2011)
- Carmelo Costanzo, imprenditore italiano († 1990)
- John P. Costas, ingegnere statunitense († 2008)
- Cesare Curioni, religioso italiano († 1996)
- Tullio De Rosa, enologo italiano († 1994)
- Valdo Del Lucchese, politico italiano († 2015)
- Cameron Earl, ingegnere britannico († 1952)
- Mary Eyre, tennista e hockeista su prato britannica († 2013)
- Domenico Faccenna, archeologo italiano († 2008)
- Pietro Fara, chitarrista italiano († 1974)
- Agide Fava, cestista, allenatore di pallacanestro e dirigente sportivo italiano († 1989)
- Valentina Aleksandrovna Fedorec, astronoma sovietica († 1976)
- Giuseppe Fragomeni, musicista italiano († 1997)
- Gabriella Giacobbe, attrice italiana († 1979)
- Francesco Giancotti, filologo classico e latinista italiano († 2017)
- Héctor Grisetti, calciatore argentino
- Adolf Guggenbühl-Craig, psichiatra e psicoanalista svizzero († 2008)
- Vivetta Jagodina, schermitrice sovietica
- Józef Kostecki, attore polacco († 1980)
- Liliana Laine, attrice francese († 1999)
- Edward Lee, cestista cinese († 1988)
- Carmen Lenzi Mozzani, chitarrista e compositrice italiana († 1969)
- Karl Heinz Mannchen, produttore cinematografico e sceneggiatore tedesco († 1996)
- Maria Grazia Mara, storica italiana († 2019)
- Enrico Martellini, dirigente sportivo italiano († 2008)
- Francesco Mei, giornalista e anglista italiano († 1990)
- George Meyer, allenatore di calcio statunitense
- Carlo Mo, scultore, incisore e scenografo italiano († 2004)
- Bruno Mochi, allenatore di calcio italiano († 2003)
- Fortunato Muñoz, cestista ecuadoriano († 2010)
- Dwarkadas Murarji, pallanuotista indiano († 1998)
- Vito Nardiello, brigante italiano († 2001)
- Tino Neirotti, giornalista italiano († 1992)
- Louis Nganga, vescovo cattolico della Repubblica Democratica del Congo († 2014)
- Magda Niculescu, pallavolista e cestista rumena
- Vittorio Notarnicola, giornalista italiano († 1976)
- Mario Nuti, pittore italiano († 1996)
- Bruno Paolinelli, regista, sceneggiatore e produttore cinematografico italiano († 1991)
- Giovanni Perriera, violoncellista italiano († 1988)
- Joseph Pioz, boccista francese
- Virgil Popescu, allenatore di calcio e calciatore rumeno († 1989)
- Rakoto Frah, flautista e compositore malgascio († 2001)
- Gehendra Bahadur Rajbhandari, politico nepalese († 1994)
- Ettore Ramires, partigiano italiano († 1944)
- Nino Reggiani, progettista italiano († 2011)
- Luciano Rosada, direttore d'orchestra italiano († 1998)
- Giuseppe Rosati, regista e sceneggiatore italiano
- Arcangelo Russo, politico italiano († 1975)
- Javad Saeed, politico iraniano († 1979)
- Franco Floriano Salani, pittore italiano († 1993)
- Arnaldo Salatti, imprenditore e dirigente sportivo italiano († 2005)
- Raimondo Saverino, partigiano italiano († 1944)
- Aleksandar Savić, attivista e partigiano croato († 1941)
- Gora Seal, pallanuotista indiano († 2017)
- Arthur Shapiro, psichiatra statunitense († 1995)
- Guido Somaré, pittore, gallerista e illustratore italiano († 2003)
- Paolo Tarantino, politico italiano († 1986)
- Corrado Terzi, critico cinematografico e giornalista italiano († 1996)
- Petronilla Tonani, mezzofondista italiana
- Araldo Torelli, politico italiano († 2011)
- Valerio Bellati, pittore italiano († 1996)
- Edit Várkonyi, cestista ungherese
- Johann Weynand, politico belga († 1993)
- Yu Ruizhang, cestista cinese († 2008)
- Naziha al-Dulaimi, politica e attivista irachena († 2007)
- Fahad bin Sa'ud Al Sa'ud, principe, politico e diplomatico saudita († 2006)